# 英伊石油公司

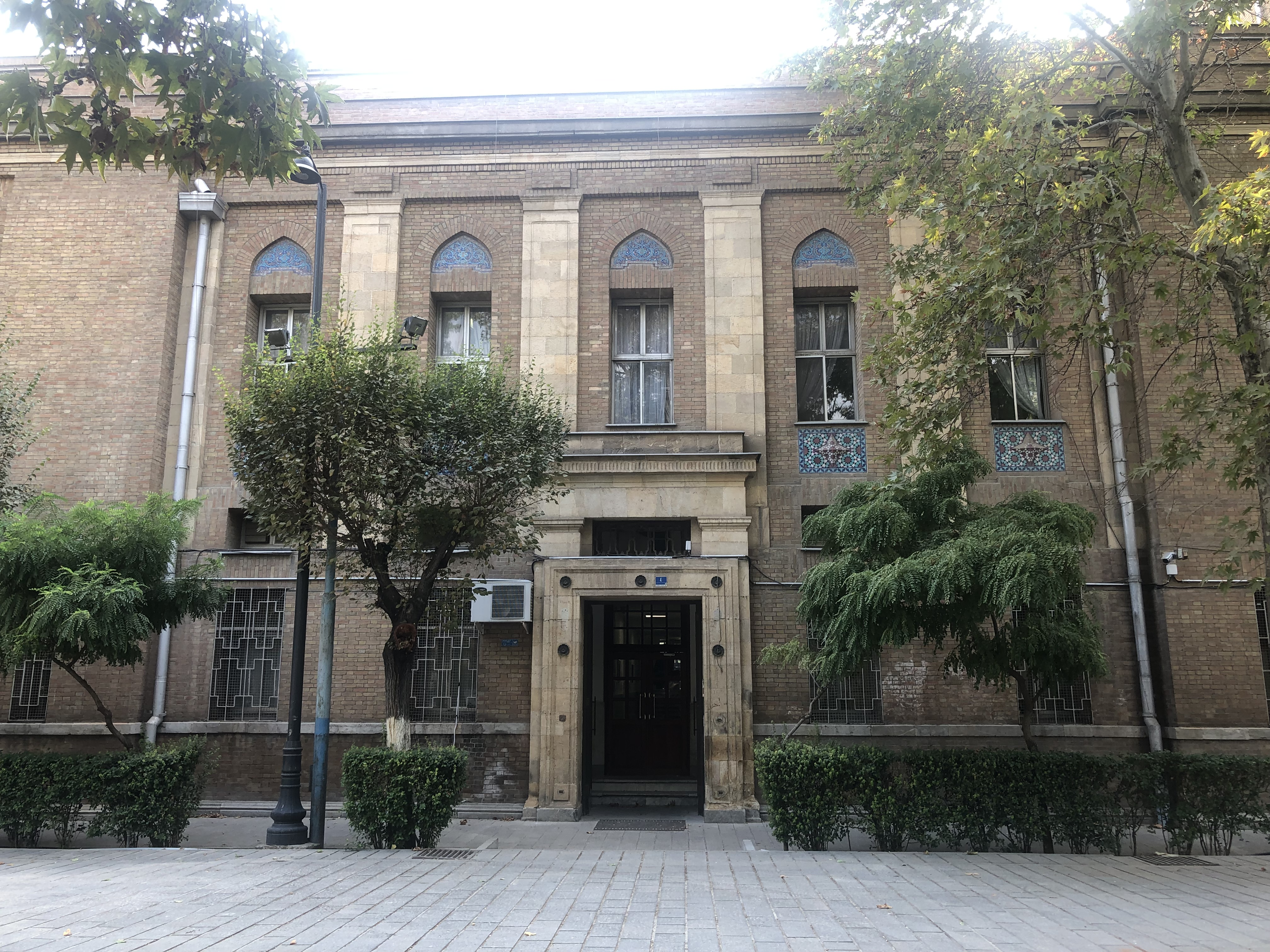
位於德黑蘭的前英伊石油公司大樓。現在為外交事務處3號辦公室（Foreign Ministry No.3）。

英波石油公司（波斯語：شرکت نفت ایران و انگلیس；英語：Anglo-Persian Oil Company）是在1908年發現伊朗馬斯吉德蘇萊曼（Masjed Soleyman）一處大型油田後成立，這是首家在中東開採石油的公司。1935年，英波石油公司易名為英伊石油公司，它在1954年成為英國石油公司，是現代BP的前身。

## 達西石油協定

### 探測及發現
1901年，倫敦社會名流、百萬富翁威廉·諾克斯·達西（William Knox D'Arcy）與波斯國王穆扎法爾丁·沙達成共識，他得到了伊朗大部分地區的60年石油勘探權，而國王則收取5萬英鎊、其餘伊朗重要人物收取2萬英鎊的股份及未來16%的利潤。
達西僱用了地質學家喬治·伯納德·雷諾茲（George Bernard Reynolds）在伊朗沙漠地區進行勘探。沙漠的環境惡劣，「天花盛行、土匪及軍閥橫行、水源不能飲用，溫度往住高於50℃」。在經過數年的勘探後，達西的財富日漸乾涸，他只好將大部分勘探權賣給格拉斯哥財團伯麥石油公司（Burmah Oil Company）。
到1908年，達西與伯麥石油已投資逾500,000英鎊仍一無所獲，於是決定放棄在伊朗勘探石油。在1908年5月初，他們向雷諾茲發電報，稱他們的資金短缺，令他「停止工作、解散員工、拆除所有計算在運輸費用內的東西到海岸重裝並返程」。雷諾茲並沒有馬上執行這道命令，他在1908年5月26日在機緣巧合之下發現了石油。

### 成立英波石油公司
伯麥石油成立子公司英波石油公司，並向公眾公開發售股份。
波斯石油的批量生產在1913年阿巴丹的一所煉油廠開始，該煉油廠曾經是世界上最大的煉油廠。在第一次世界大戰爆發前的1913年，英波石油公司與海軍大臣溫斯頓·丘吉爾展開商討。為了換取船隻的石油供應，丘吉爾向英波石油公司注資，獲得英波石油公司的控股權，英國政府成為了英波石油公司背後的實際控制者。
1912年，亞美尼亞商人卡路士第·古本基安（Calouste Gulbenkian）創立土耳其石油公司，以勘探和開發奧斯曼帝國的石油資源，英波石油公司取得土耳其石油公司一半的股份。1927年，土耳其石油公司在伊拉克基爾庫克遭遇井噴，公司易名為伊拉克石油公司。
在這個時期，伊朗人普遍反對達西協定，而伊朗只能收取16%純利的條款也被傳播開去。由於國內的改革和工業發展很倚賴石油收益，對石油產業失去控制加重了伊朗政府對英波石油公司在伊朗境內作業的擔憂。這種普遍的不滿情緒意味著達西協定可能要加以修訂。

### 重新談判
為了使石油協定對伊朗更有利，1925年至1932年間的法院部長阿卜杜勒侯賽因·泰穆爾塔什（Abdolhossein Teymourtash）與1928年至1932年間英波石油公司主席約翰·卡德曼（John Cadman）分別在德黑蘭、洛桑、倫敦及巴黎展開談判。伊朗修改達西協定的理據在於非憲政政府在1901年在脅迫下被強迫簽訂不平等條約，國家財富被揮霍。為了增加與英國談判的籌碼，泰穆爾塔什聘用了法國和瑞士的石油專家。
伊朗要求要得到英波石油公司股份的25%，為了防止英國的反對，泰穆爾塔什稱如果這是一份新的協定，波斯政府就不止要求25%的股份，而是50%的股份。泰穆爾塔什又要求英波石油公司股息的12.5%。他又明確指明英波石油公司的勘探權範圍需要縮減，目的是要迫使英波石油公司的作業局限於西南部，使伊朗可以與其他非英國的石油公司就其他地區的石油開發達成較寬厚的條件。
除了要求更平等的利益分配之外，英波石油公司及其子公司之間的交易剝削伊朗的利益也沒有逃過泰穆爾塔什的法眼，他要求公司也要在德黑蘭註冊，其石油運輸的專利權也要取消。事實上在1930年，伊朗伊斯蘭會議通過一條法案，使英波石油公司需要支付在伊朗賺取的4%利潤作為稅項。
面對英方的搪塞應對，伊朗決定要增加賭注以示不滿。除了鼓勵傳媒撰寫批評達西協定的評論外，一個以禮薩汗、其他政要及記者組成的代表團被派遣到油田附近主持一條道路的落成儀式，但他們並沒有到訪石油設備，以避免明確的抗議態度。
1931年，泰穆爾塔什到訪歐洲，他決定利用這個機會達成協議。據卡德曼所說，泰穆爾塔什狂熱和勤奮地解決所有顯著的問題，終獲得原則上的共識。
不過，正當泰穆爾塔什以為在經過四年徹底和詳細的討論後可以達成協議的時候，在倫敦舉行的會談卻陷入了僵局。
1931年，國際市場石油供給過剩及經濟不穩導致伊朗的石油收益較上年急劇減少五分之四。英波石油公司向伊朗政府表示這一年的石油開採權費用為366,782英鎊，而同一時期公司需要向英國政府支付約1,000,000英鎊的所得稅。此外，英波石油公司在當年的利潤下降了36%，而支付給伊朗政府的利潤卻下降了76%。石油開採權費用的急劇減少使泰穆爾塔什懷疑英波石油公司的諾言，他指雙方需要重新開始談判。
禮薩汗很快便加入了談判以彰顯他的權力，他在1932年11月參加了一次部長會議，並公開指責泰穆爾塔什未能促成協議，他口授一封信件給內閣以取消達西協定。伊朗政府隨即通知英波石油公司取消任何會談和取消達西協定。不善罷干休的英國政府為英波石油公司維護其權益，在向海牙的常設國際法院申訴之前，英國政府聲稱它「有權採取任何行動以保障公司的利益」。在此刻，負責石油事務的新任部長哈桑·塔基薩德（Hassan Taqizadeh）向英國政府暗示取消達西協定是為了促進談判，如果伊朗要撤銷談判，那就是政治自殺的行為。
兩國的爭議呈交到海牙後，作為調停人的捷克外交部長暫時擱置了這件事，讓雙方嘗試解決爭議。諷剌的是，一直堅持廢除達西協定的禮薩汗突然默許英方的要求，令他的內閣為之失望。1933年4月，卡德曼到訪伊朗，私自謁見禮薩汗，並達成了新的協定。新協定在1933年5月28日得到議會的批准，並在翌日得到皇室的同意。

### 1933年協定
新協定維期60年，將英波石油公司的控制範圍縮減至100,000平方英里（260,000平方公里），並需要每年向伊朗政府付款以取代所得稅，最少金額為750,000英鎊。這些條款看似對伊朗有利，實則伊朗政府被廣泛認為錯失良機。新協定將達西協定額外延長了32年，又允許英波石油公司選擇最好的100,000平方英里土地，最低專利權費用過於寬厚，英波石油公司的關稅也得到豁免。伊朗沒有運用其權利廢除達西協定，反而被繁瑣冗長的仲裁過程解決了所有爭論。
英波石油公司在1935年易名為英伊石油公司後繼續在伊朗作業。阿巴丹在1950年成為了世界上最大的煉油廠。英伊石油公司的四分之三石油供應都是來自伊朗的油田，公司已全面控制了伊朗的石油。

## 國有化與政變

### 伊朗的不滿
到1951年，伊朗支持國有化英伊石油公司的呼聲越來越高漲，主要不滿在於伊朗的石油收益低微。舉例說，英伊石油公司在1947年的稅後盈利達4,000萬英鎊，伊朗僅能分得700萬英鎊。
伊朗石油工人及其家人的生活條件糟糕，伊朗石油機構董事寫道：
|  | 工資是50分一天，假日沒有工資、沒有病假、沒有傷殘補償。工人們住在一個簡陋木屋構成的小鎮裡，當地沒有食水和電力供應……冬季時地面會被水淹沒，變成澤國，鎮上的泥巴及膝……降雨的時候，積水滋生、如雲霧般密集的蒼蠅足以堵塞著鼻孔……夏季的情況更差……氣候濕潤炎熱，沙塵暴猶如吹風機一樣將沙漠的炎熱氣候帶來。寓所是由錘扁的生鏽油桶砌成，成為悶熱的烤箱……裂縫上黏著骯髒、含有硫黃、散發惡臭的燃油……小鎮上甚麼都沒有，沒有茶莊、沒有浴堂、甚至沒有一棵樹。瓷磚水池及陰暗的中央廣場是每個伊朗城鎮的必要的建築物……然而那裡卻沒有。沒有經過修整的巷道上是老鼠的地盤。 |

在禮薩汗促成的1933年協定裡，英伊石油公司承諾會改善工人的工資、給予晉升機會、建造學校、醫院、道路及電話系統，但這些諾言卻沒有得到履行。
1949年5月，英國提出「石油協定附件」，該附件保證開採專利權的費用不會低於400萬英鎊，並減少勘探的範圍，承諾會培訓更多的伊朗人擔任行政職位。不過，附件並沒有給予伊朗在公司裡有更多的發言權及審查公司帳目的權利。當伊朗總理嘗試與英伊石油公司的主席威廉·弗拉澤（William Fraser）談判，弗拉澤「把他打發走」，返回英國。
1950年12月末，美屬沙特阿拉伯國家石油公司同意與沙特阿拉伯平分石油收益的消息傳到德黑蘭，而英國外交部卻斷然拒絕在英伊石油公司使用類似的辦法。
伊朗人對於國有化缺乏支持感到憤怒，為表抗議，他們沒有為反民族主義總理哈吉·阿里·拉茲馬拉（Haj Ali Razmara）的被殺致哀。到訪的美國大使促請「積極而理性」處理對英國禁運後，記者發起了罷工抗議。

### 國有化
1951年3月，伊朗議會表決國有化英伊石油公司及其控股公司，在不久後便選出備受尊敬、國有化的提倡者穆罕默德·摩薩台為總理，隨即引發阿巴丹危機，在英國的施壓下，外國不敢承接伊朗出產的石油，阿巴丹煉油廠被關閉。英伊石油公司撤出伊朗，並增加波斯灣地區的石油產量。
英伊石油公司以撤出員工為由要脅，又警告油輪船主稱「伊朗政府的收條不會獲得國際市場的接納」，摩薩台遂在1951年7月終止與英伊石油公司進行談判。英國向伊朗政府施壓，又研究軍事佔領產油區的可行性。由於美國在韓戰需要英國支持，總統杜魯門及駐伊朗大使亨利·格雷迪（Henry F. Grady）均反對干預伊朗。美國嘗試透過國際法院作出仲裁，但是平分利益並承認國有化的方案都被英國政府和摩薩台拒絕。
多個月以來，危機繼續惡化，沙阿罷免摩薩台的企圖事與願違，引起全國性的暴動。摩薩台得以復職，並賦有更大的權力。同時，英國對伊朗石油的杯葛使政府失去了主要收入來源，使「伊朗人日益貧困和不快」，也使摩薩台的政治聯盟出現分歧。

### 政變
到1953年，英美兩國的政府政策更為反共和干涉主義，美國也不再堅持反對干預伊朗的立場。由於伊朗已在1952年10月逐出了英國的大使和官員，英國無法推翻摩薩台，於是訴諸美國的反共情緒，將伊朗和摩薩台描述為不穩和易於傾向共產主義。如果對伊朗失去了控制，「伊朗產油和儲備」的「龐大資產」將會落入共產主義者手中，「影響到中東其他地區」。8月，英國使館人員和情報人員行賄了一些政治家、士兵、暴民、報章及線人，由美國中央情報局策動一場政變。沙阿頒佈罷免摩薩台的法令，將軍法茲盧拉·扎赫迪（Fazlollah Zahedi）率領坦克開進摩薩台的府邸，逼使他退位。

### 財團入主
隨著親西方總理法茲盧拉·扎赫迪的上台，伊朗石油再次恢復生產，後來改名為英國石油的英伊石油公司試圖恢復他們在伊朗的地位，不過「受到民眾的強烈反對和新政府的拒絕」。國有化後的伊朗國家石油公司得以成立，由旗下的國際財團組成，英伊石油公司也是其中一員，控股40%。財團同意與伊朗平分利益，但「不對伊朗審計人員公開帳目，伊朗人也不能進入董事會」。

## 子公司

### 財團入主
英伊石油公司附屬的蘇格蘭石油公司是頁岩油生產商，是在1918年至1920年間由五家蘇格蘭小型油頁岩公司合併組成：揚斯、布羅克斯本（Broxburn）、帕姆佛斯敦（Pumpherston）、奧克班克、菲爾普斯敦（Philpstoun）。蘇格蘭的頁岩油生產在1960年代初已停產，1973年曾經試圖恢復生產，但未能成功。該公司仍健在，但不再從事頁岩油生產。

## 油輪船隊
在英伊石油公司決定全面自主營運，直接掌有海路油輪船隊後，英國油輪公司在1915年成立。在成立之初，公司只有144,000美元的經費建造7艘蒸汽驅動油輪。公司第一艘油輪是「不列顛帝王號」，「不列顛帝王號」在1916年下水，公司首七艘油輪的名稱都以「不列顛」開首。在往後十年裡，已發現國家對石油的需要增加，英國油輪公司需要擴充船隊。到1924年，船隊船隻數目已達60艘，第60艘是旗艦「不列顛航空號」，載重噸達10,762。「不列顛航空號」是英國油輪公司第一艘柴油引擎油輪，也是當時世上功能最好的單螺旋內燃機船。
1930年代初的經濟衰退令商船艦隊也出現失業率上升的現象。在伊朗沙阿的支持下，英國油輪公司進行了一系列的戰略性並購，使英伊石油公司進一步強化了在行內的地位。1939年，英國政府租賃全部93艘油輪對第二次世界大戰的軍隊供應汽油，當中42艘油輪在戰爭當中被擊沉。
在1945年，英國油輪公司已恢復到93艘油輪，57艘油輪亦正在建造當中，每艘12,000載重噸，可以增加伊朗阿巴丹煉油廠石油運輸的噸位，其他較低噸位的油輪可以通過蘇伊士運河的淺灘。
1951年，事態發展急劇轉變，伊朗的石油產業被國有化，英伊石油公司將所有員工撤離伊朗。

## 註腳
1. ↑  Marcel & Mitchell 2006，第16頁
2. ↑  Kinzer 2008，第48頁
3. ↑  Ervand Abrahamian <1953 伊朗關鍵之年> P48
4. ↑  Longhurst 1959，第21頁
5. ↑  Stadler 2011，第33頁
6. ↑  Kinzer 2008，第48-49頁
7. ↑  . web.archive.org.   [2011-10-26]. （原始内容存档于2007-02-10） （英语）.
8. ↑  . BBC News. 11-08-2008  [2011-10-26]. （原始内容存档于2017-06-27） （英语）.
9. ↑  Woodcock 2009，第45頁
10. ↑  Rutledge 2006，第27頁
11. 1 2  Farmanfarmaian 2008，第228頁
12. ↑  Reza Fiyouzat. . stateofnature.org.   [2011-10-27]. （原始内容存档于2021-03-14） （英语）.
13. ↑  Elm 1994，第32頁
14. ↑  Yar-Shater 1990，第607頁
15. ↑  Rezun 1981，第248頁
16. ↑  Vassiliou 2009，第50頁
17. 1 2 3  Kinzer 2008，第67頁
18. ↑  Kinzer 2008，第68頁
19. ↑  Kinzer 2008，第76頁
20. ↑  Kinzer 2008，第106頁
21. ↑  Kinzer 2008，第55-56頁
22. ↑  Ford 2003，第295頁
23. ↑  Abrahamian 1982，第268頁
24. ↑  Vassiliou 2009，第52頁
25. ↑  Kinzer 2008，第135-136頁
26. ↑  Kinzer 2008，第158頁
27. ↑  Suárez 2011，第388-389頁
28. ↑  Kinzer 2008，第195-196頁
29. ↑  Ferrier & Bamberg 1994，第177頁
30. ↑  Marwick 1964，第175頁
31. ↑  . hansard.millbanksystems.com.   [2011-10-28]. （原始内容存档于2020-12-18） （英语）.
32. ↑  . enQuira UK.   [2011-10-28]. （原始内容存档于2020-07-28） （英语）.
33. ↑  Ferrier & Bamberg 1994，第6頁
34. ↑  Ferrier & Bamberg 1994，第A-93頁
35. ↑  Pacific Steam Navigation Company 1947，第188頁
36. ↑  . BP.   [2011-10-29]. （原始内容存档于2010-12-30） （英语）.